# Bais (Mayenne)
Bais település Franciaországban, Mayenne megyében. Lakosainak száma 1220 fő (2022. január 1.). Bais Champgenéteux, Hambers, Izé, Sainte-Gemmes-le-Robert és Trans községekkel határos.

## Népesség
A település népességének változása:
| Lakosok száma | 1105 | 1457 | 1571 | 1338 | 1264 | 1250 | 1239 | 1224 | 1217 | 1220 |
|               | 1968 | 1982 | 1990 | 2006 | 2013 | 2015 | 2017 | 2019 | 2020 | 2022 |